# Sapozhkovsky (huyện)
Huyện Sapozhkovsky (tiếng Nga: ? райо́н) là một huyện hành chính tự quản (raion), của Tỉnh Ryazan, Nga. Huyện có diện tích 946 kilômét vuông, dân số thời điểm ngày 1 tháng 1 năm 2000 là 13700 người. Trung tâm của huyện đóng ở Sapozhok.